# Scardamia maculata
Scardamia maculata är en fjärilsart som beskrevs av W. Warren 1897. Scardamia maculata ingår i släktet Scardamia och familjen mätare. Inga underarter finns listade.